# وزارة الخارجية (إسرائيل)
وزارة الخارجية الإسرائيلية (بالعبرية: משרד החוץ) هي من أكثر الوزارات أهمية في الحكومة الإسرائيلية، دور الوزارة هو تنفيذ سياسة إسرائيل الخارجية، وتعزيز العلاقات الاقتصادية والثقافية والعلمية مع الدول الأخرى.
أول وزير خارجية، 14 مايو 1948 - 19 يونيو 1956، موشيه شاريت.
ويقع مقر الوزارة في المجمع الحكومي في تلة رام- تلة الشيخ بدر (גבעת רם)، بالقدس ووزير الخارجية الحالي هو أفيجدور ليبرمان.